# グッドチア (競走馬)
グッドチア（Good Cheer）は、アメリカ合衆国の競走馬である。主な勝ち鞍は2025年のケンタッキーオークス。

## 概要

### 2歳（2024年）
8月5日のインディアナポリス競馬場の未勝利戦をジャーマン・テラッツァを背にデビューして初勝利を挙げた。続いて9月28日のチャーチルダウンズ競馬場の条件戦はルイス・サエスを乗せて勝利して連勝。10月27日のラグズトゥリッチズステークスを制して3連勝とした。
11月30日のゴールデンロッドステークスでは1番人気の支持を受けて出走。発馬で隣の馬に寄せられてしまい最後方からの競馬となるも、第3コーナーから楽な手応えで進出して早めに先頭に並び掛ける。直線であっさり交わして先頭に立つと後続に2馬身半差を付けて快勝。デビューから無傷の4連勝でグレード競走初制覇を果たした。

### 3歳（2025年）
2月15日のレイチェルアレクサンドラステークスでは圧倒的な1番人気の推されて出走。4頭立ての3番手で競馬を進め、第3コーナーでしあ後方になる。しかし、直線入口のところで内から進路を切り開くと先頭にゴーウェルズディライトを楽々と交わし去り、最後は流しながらも6馬身差1/4差という圧勝劇を見せて5連勝とした。
続いて3月22日のフェアグラウンズオークスでは3番手付近に付けて競馬を進め、コーナーのところで早めに仕掛けながら外を通って進出。直線で先頭に立ってそのまま脚色が衰えることもなく最後は3馬身半差を付ける快勝で無敗を維持した。
5月2日のケンタッキーオークスでは単勝オッズ2.3倍の1番人気という圧倒的な支持を受けて出走。外目の枠から発走して馬群の中団付近に位置取って競馬を進める。向こう正面のところで少しづつ位置を上げて前との差を詰めていき、最終コーナーで外から進出して5番手まで押し上げた。直線に入ると抜群の伸び脚で先行していた馬らをあっさりと交わし去ってセントに立つと、追い込んできたドレイクセルヒルを2馬身1/4差で封じて勝利。破竹の勢いの如く7戦無敗の成績でオークス制覇を果たした。
その後は6月6日のエイコーンステークスに出走。最後方からの競馬となり、第3コーナーで鞍上の手が動いても反応は悪く、勝ち馬のラキャラから9馬身近く離された5着に敗れて連勝は7で止まった。

## 血統表
| グッドチアの血統              | グッドチアの血統                                                  | グッドチアの血統                                                  | （血統表の出典）                                                  | （血統表の出典）    |
| 父系                          | サドラーズウェルズ系                                              | サドラーズウェルズ系                                              | サドラーズウェルズ系                                              | [ § 2 ]             |
| 父 Medaglia d'Oro 黒鹿毛 1999 | 父の父El Prado 芦毛 1989                                          | Sadler's Wells                                                    | Northern Dancer                                                   | Northern Dancer     |
| 父 Medaglia d'Oro 黒鹿毛 1999 | 父の父El Prado 芦毛 1989                                          | Sadler's Wells                                                    | Fairy Bridge                                                      |                     |
| 父 Medaglia d'Oro 黒鹿毛 1999 | 父の父El Prado 芦毛 1989                                          | Lady Capulet                                                      | Sir Ivor                                                          | Sir Ivor            |
| 父 Medaglia d'Oro 黒鹿毛 1999 | 父の父El Prado 芦毛 1989                                          | Lady Capulet                                                      | Cap and Bells                                                     |                     |
| 父 Medaglia d'Oro 黒鹿毛 1999 | 父の母Cappucino Bay 鹿毛 1989                                     | Bailjumper                                                        | Damascus                                                          | Damascus            |
| 父 Medaglia d'Oro 黒鹿毛 1999 | 父の母Cappucino Bay 鹿毛 1989                                     | Bailjumper                                                        | Court Circuit                                                     |                     |
| 父 Medaglia d'Oro 黒鹿毛 1999 | 父の母Cappucino Bay 鹿毛 1989                                     | Dubbed In                                                         | Silent Screen                                                     | Silent Screen       |
| 父 Medaglia d'Oro 黒鹿毛 1999 | 父の母Cappucino Bay 鹿毛 1989                                     | Dubbed In                                                         | Society Singer                                                    |                     |
| 母 Wedding Toast 黒鹿毛 2010  | 母の父*ストリートセンス 鹿毛 2004                                 | Street Cry                                                        | Machiavellian                                                     | Machiavellian       |
| 母 Wedding Toast 黒鹿毛 2010  | 母の父*ストリートセンス 鹿毛 2004                                 | Street Cry                                                        | Helen Street                                                      |                     |
| 母 Wedding Toast 黒鹿毛 2010  | 母の父*ストリートセンス 鹿毛 2004                                 | Bedazzle                                                          | Dixieland Band                                                    | Dixieland Band      |
| 母 Wedding Toast 黒鹿毛 2010  | 母の父*ストリートセンス 鹿毛 2004                                 | Bedazzle                                                          | Majestic Legend                                                   |                     |
| 母 Wedding Toast 黒鹿毛 2010  | 母の母Golden Sheba 栗毛 2002                                      | *コロナドズクエスト                                               | *フォーティナイナー                                               | *フォーティナイナー |
| 母 Wedding Toast 黒鹿毛 2010  | 母の母Golden Sheba 栗毛 2002                                      | *コロナドズクエスト                                               | Laughing Look                                                     |                     |
| 母 Wedding Toast 黒鹿毛 2010  | 母の母Golden Sheba 栗毛 2002                                      | Mari's Sheba                                                      | Mari's Book                                                       | Mari's Book         |
| 母 Wedding Toast 黒鹿毛 2010  | 母の母Golden Sheba 栗毛 2002                                      | Mari's Sheba                                                      | Sheba Little                                                      |                     |
| 母系(F-No.)                   | Lily Agnes(FN:F16-h)                                              | Lily Agnes(FN:F16-h)                                              | Lily Agnes(FN:F16-h)                                              | [ § 3 ]             |
| 5代内の近親交配               | Northern Dancer：S4×M5×M5、Damascus：S4×M5、Mr. Prospector：M5×M5 | Northern Dancer：S4×M5×M5、Damascus：S4×M5、Mr. Prospector：M5×M5 | Northern Dancer：S4×M5×M5、Damascus：S4×M5、Mr. Prospector：M5×M5 | [ § 4 ]             |
| 出典                          | 1. 2. 3. 4.                                                       | 1. 2. 3. 4.                                                       | 1. 2. 3. 4.                                                       | 1. 2. 3. 4.         |

- 祖母Golden Shebaの半兄にCongaree。